# Étienne Ostojić
Étienne Ostojić de Bosnie ou Stefan Ostojić (Bosnien: Stjepan Ostojić). (décédé en 1421). Membre de la dynastie des Kotromanić qui rène sur la Bosnie de 1250 à 1463. Il est roi de Bosnie de 1418 à 1421.

## Biographie

### Jeunesse
Étienne est un membre de la famille Kotromanić, il est le seul fils légitime du roi Étienne-Ostoïa, né de sa seconde épouse Kujava Radinović. Le mariage de ses parents intervient en 1399 et Étienne apparaît pour la première fois dans les sources historiques en 1408 comme témoin de la donation faite par son père aux deux frères de la noblesse Vukić et Juraj Radivojević pour leurs loyaux services. Aux côtés sa mère, Étienne souscrit ensuite une charte de privilèges accordés par son père à république de Raguse en 1409.  Le roi Ostoja répudie la reine Kujava en 1416 et il semble qu'Étienne l'abandonne; le chroniqueur de Raguse du  XVIe siècle Mauro Orbini prétend que l'on trouve Étienne parmi les opposants à Ostoja en 1417. Après son divorce Ostoja s'était immédiatement remarié avec Jelena Nelipić la puissante veuve de Hrvoje Vukčić Hrvatinić, qu'il prend comme 3e femme. Le 22 juillet 1417, Étienne est apparemment réconcilié avec son père lorsqu'avec sa belle-mère, il souscrit une nouvelle donation d'Ostoja aux frères Radivojević, qui ont aidé le roi à mater la rébellion des habitants de Zachlumie sur lesquels  Étienne reçoit l'autorité.

### Règne
Le roi Ostoja meurt en 1418 et le stanak c'est-à-dire l'assemblée de la noblesse de Bosnie est convoquée pour reconnaître Étienne comme son successeur. Il rend immédiatement à sa mère ses prérogatives royales et sa belle-mère est emprisonnée. 
Son premier acte de souverain est de notifier à république de Raguse son accession au trône et de réclamer le tribut qui lui est dû. Un raid des Ottomans permet aux Ragusains d'en différer le paiement. Étienne prend à son service Miho Kaboga de la famille ragusaine des Kaboga, un ancien protovestijar du  grand-duc Hrvoje Vukčić Hrvatinić, et peu après tombe sous son influence ce qui déplait à la noblesse. Kaboga le pousse à conquérir la cité de Ston dépendance de Raguse en prétendant qu'elle n'est pas fortement défendue et que la  péninsule de Pelješac n'est pas une protection naturelle importante. Étienne selon la maison Hrvatinić à Raguse, ainsi que la côte environnant Slano et tous les « biens royaux », mais finit par céder. Après avoir tenu conseil avec sa mère et les nobles de la cité de  Zvečaj en mars 1419, Étienne confirme les privilèges accordés à Raguse par ses prédécesseurs. La même année il confirme aussi la vente de Konavle et de la forteresse de Sokol de son vassal Sandalj Hranić Kosača à Raguse.
En septembre 1419, Étienne propose son alliance à la république de Venise pour ses opération militaires et notamment dans sa guerre contre Balša III de Zeta. Ce conflit tend ses relations avec son vassal Kosača, le beau-père et protecteur de Balša, mais il ne s'opposent pas directement. Toutefois quand l'armée ottomane conduite par Ishak Bey lance un raid contre le territoire de la Bosnie en ciblant particulièrement les domaines patrimoniaux d'Étienne et ceux ses parents maternels et partisans, la noble famille des Pavlović, Kosača saisit l'occasion pour se retourner contre Étienne et de déclarer son soutien à l'ancien roi déposé Tvrtko II, son cousin et le vieux rival de son père soutenu par les Ottomans. Les autres magnats bosniaques abandonnent alors Étienne qui est officiellement déposé en août 1420. Le dernier document le mentionnant est daté d'avril 1421, quand il propose le renouvellement de son alliance à Venise.

## Sources
- (en) Cet article est partiellement ou en totalité issu de l’article de Wikipédia en anglais intitulé « Stephen Ostojić of Bosnia » (voir la liste des auteurs).
- (sh) Pejo Ćošković, « Stjepan Ostojić », dans Kotromanići, Miroslav Krleža Institute of Lexicography, 2009.
- Thierry Mudry Histoire de la Bosnie: Faits et controverses Ellipses paris 1999  (ISBN 2729857532).